# Versys Clinics

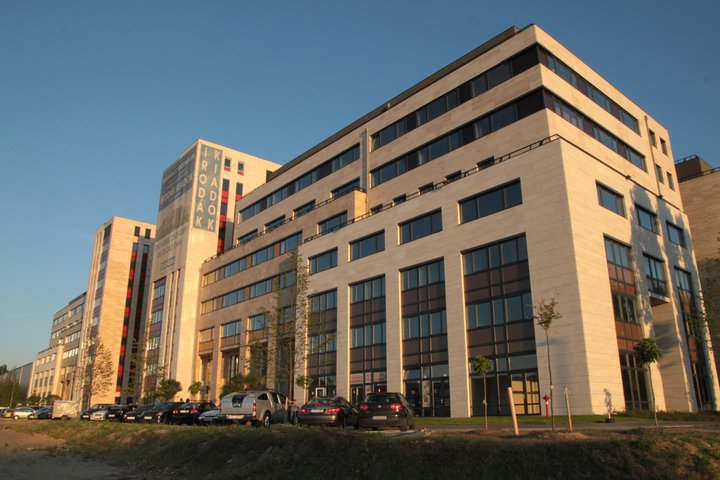
A Madarász Irodapark épülete, Bp. 13. ker. Madarász Viktor utca 47-49.

A Versys Clinics Humán Reprodukciós Intézet egy magyarországi meddőségi központ.

## Bemutatása
A 2010-ben alapított Versys Clinics meddőségi központ. Az innovatív szemléletű magyarországi klinikán a modern technológiákat és szemléletet alkalmazzák a meddőség kezelésében. A Versysnél a pácienseknek alkalmuk nyílik arra is, hogy a szülésfelkészítést és a terhesgondozást is helyben végezhessék el, illetve gyermeküket is a klinika szakemberei segítségével hozzák világra. 

### Komplex szemlélet
A Versys Klinika alapításának célja olyan szakmai koncepció bevezetése Magyarországon, amely a világ több vezető országában is kialakult gyakorlatnak felel meg. Ennek alapja a meddőség komplex, holisztikus szemléletű kezelése, figyelembe véve, hogy a meddőség hátterében számos különböző ok szerepelhet. Ezért a Versys Clinicsnél számos, a meddőség területén jártas szakember dolgozik együtt a siker érdekében. Így a szakmai szolgáltatások között a hagyományos in vitro megtermékenyítés (IVF) mellett többek között dietetika, genetika, preimplantációs genetikai vizsgálat, endokrinológia, plasztikai endoszkópos sebészet, pszichológia, labordiagnosztika, urológia, andrológia, valamint 3D/4D ultrahangos diagnosztikai szolgáltatás is igénybe vehető.

### Preimplantációs vizsgálat
Magyarországon elsőként a Versys Clinics Humán Reprodukciós Intézetben volt érhető el a páciensek számára a DNS-chipes (micro-array) komparatív genomiális hibridizáció (CGH) technológiával végzett preimplantációs genetikai vizsgálat, tehát az embriók visszaültetés előtti genetikai vizsgálata. A modern chiptechnológia segítségével a terhességi arány 41,7%-ról 69,1%-ra emelhető, emellett számos kromoszomális rendellenesség kiszűrhetővé válik, többek között elkerülhető a Down-, az Edwards-, a Patau-, Turner-, illetve Klinefelter-szindróma is. A hatékonyság növelése mellett számos technikai újdonság is található a klinika eszköztárában, ezek közé tartozik a „Halosperm” spermium DNS-fragmentációs teszt, amely a férfi meddőség feltárásában jelent hatékony segítséget. Az alkalmazott technológiák a külföldi páciensek számára is komoly vonzerőt jelentenek.

### Ikerterhességek elkerülése
Az ikerterhesség elkerülése a lombikbébiprogram legfontosabb céljainak egyike, hiszen a program során egyaránt fontos az édesanya és a magzat egészségének védelme, az anyaméh pedig egyetlen magzat befogadására a legalkalmasabb. Az úgynevezett „single embrio transfer”, azaz egyetlen, a lehető legjobb eséllyel induló embrió beültetése az anyaméhbe azért is számít a legkorszerűbb protokollnak a meddőség kezelésében, mert ezáltal jelentősen csökkenthető az ikerterhességgel járó kockázat (pl. vetélés, koraszülés). Jó hír a gyermekre vágyó meddő párok számára, hogy a hatékony preimplantációs genetikai vizsgálatoknak köszönhetően egyetlen, jó esélyekkel induló embrió beültetése is csaknem ugyanolyan eséllyel vezet várandóssághoz, ráadásul a már említett egészségügyi kockázatok jelentősen csökkenthetőek.

### Termékenység-megőrzés
Napjainkban a termékenység megőrzésének legkorszerűbb és nemzetközileg is széles körben 
vizsgált módja a petefészekszövet fagyasztása és fagyasztva tárolása (krioprezervációja). A még kutatási stádiumban lévő módszer az egyetlen ismert lehetőség a még pubertás előtt álló rákos betegek termékenységének megőrzésére, illetve azok számára, akiknek kemoterápiás kezelése semmilyen késlekedést nem szenvedhet.
Magyarországon a szűrővizsgálatok elterjedésével a daganat korai stádiumban való diagnosztizálása egyre gyakoribb, ezáltal a túlélési esélyek nagy mértékben nőttek, és az onkológiai kezelés után a betegek igen nagy százaléka meggyógyul. A rosszindulatú betegség terápiáján kívül egyre nagyobb hangsúlyt fektetnek a malignus daganatból felépülők életminőségére is. A sugárterápia, illetve a kemoterápiás szerek gyakran toxikus hatást fejtenek ki a nemi szervekre; a petefészkek petesejtállományának csökkenését, azok hormontermelő képességének romlását okozhatják, ezáltal menstruációs ciklusok hiányához és korai petefészek-kimerüléshez, meddőséghez vezethetnek.
A Versys Clinics Humán Reprodukciós Intézet engedélyt kapott arra, hogy Magyarországon elsőként elérhetővé tegye a petefészekszövet-fagyasztást a rákos megbetegedéssel diagnosztizált, gyermekre vágyó nők számára. A kutatási fázisnak köszönhetően az eljárás ingyenesen is elérhető lesz a magyarországi páciensek számára. Mivel a petefészekszövet nagyon jól fagyasztható, a termékenység az eljárás segítségével csaknem teljes mértékben megőrizhető. Egy eltávolított petefészekszövet-csíkban több ezer petesejt található, amely – gondos szövettani vizsgálatot követően – visszaültetve azt is lehetővé teszi, hogy a betegségből felgyógyult reménybeli édesanyák akár természetes úton is képesek legyenek a gyermekvállalásra. A visszaültetett petefészekszövetnek köszönhetően visszaállítható a hormonműködés, amely szintén jelentősen javítja az életminőséget.
Az eljárásról folyamatosan gyűlnek a klinikai adatok, de világszerte újdonságnak számít. Ennek fő oka, hogy több év onkológiai szempontból tünetmentes periódus szükséges ahhoz, hogy biztonsággal visszaültethető legyen a petefészekszövet, így világszerte több ezer ilyen petefészekszövet vár még visszaültetésre. Az eljárás hátrányaként említhető még, hogy minimál-invazív sebészeti eljárást igényel. A petefészekszövet-tárolás és -fagyasztás ugyanakkor egyéb előnyei miatt várhatóan világszerte a legelterjedtebb termékenységmegőrzési technológiává növi majd ki magát.

### Eredményesség
A Versys Clinics 2010 óta kiemelkedő eredményekkel végzi tevékenységét. A klinikán 2013 első félévének adatai alapján a lombikprogramok több mint 48%-a, míg a preimplantációs genetikai vizsgálattal  végzett embrióbeültetések több mint 54%-a vezetett sikerre.
A Versys Clinics Humán Reprodukciós Intézetben a teherbeesés aránya 2013-ban: 48,24% (84,2% egyesterhesség, 15,8% ikerterhesség, 0% többes ikerterhesség). Az európai klinikákban 2009-ben végzett kezeléseknél a teherbeesés aránya: 23% volt (78,3% egyesterhesség, 20,7% ikerterhesség, 1% többes ikerterhesség).[forrás?]
| Létrejött terhesség / embriótranszfer (ET) Versys Clinics Humán Reprodukciós Intézet 2013.01.01-2013.12.31. |                        |                        |                 |                 |
| Embriótranszfer (embrió beültetése az anyaméhbe) saját petesejtből                                          |                        |                        |                 |                 |
| |                        | PGS-szel*              | PGS nélkül      | Összes ciklus   |
| < 35 | Létrejött terhesség/ET | 57,70%                 | 51,51%          | 54,24%          |
| |                        | (15/26)                | (17/33)         | (32/59)         |
| | Embrió/ET              | 1,62                   | 1,48            | 1,54            |
| 35-39 | Létrejött terhesség/ET | 45,00%                 | 58,33%          | 52,27%          |
| |                        | (9/20)                 | (14/24)         | (32/59)         |
| | Embrió/ET              | 1,68                   | 1,44            | 1,55            |
| 40-41 | Létrejött terhesség/ET | 0%                     | 80,00%          | 44,44%          |
| |                        | (0/4)                  | (4/5)           | (4/9)           |
| | Embrió/ET              | 1,25                   | 1,60            | 1,44            |
| ≥ 42 | Létrejött terhesség/ET | 0%                     | -               | 0%              |
| |                        | (0/8)                  |                 | (0/8)           |
| | Embrió/ET              | 1,38                   | -               | 1,38            |
| Összesen | Létrejött terhesség/ET | 41,38% (29/65)         | 56,45% (35/62)  | 49,17% (59/120) |
| | Embrió/ET              | 1,59                   | 1,47            | 1,53            |
| Embriótranszfer donor petesejtből                                                                           |                        |                        |                 |                 |
| Összes ciklus                                                                                               | Létrejött terhesség/ET | 55,00% (11/20)         | 66,67% (8/12)   | 59,38% (19/32)  |
| Összes ciklus                                                                                               | Embrió/ET              | 2,09                   | 1,50            | 1,88            |
| Összes embriótranszfer                                                                                      |                        |                        |                 |                 |
| Összes kezelés                                                                                              | Létrejött terhesség/ET | 44,74% (34/76)         | 57,89% (44/76)  | 51,32% (78/152) |
| Összes kezelés                                                                                              | Embrió/ET              | 1,72                   | 1,47            | 1,60            |
| ET napok szerinti megoszlása                                                                                |                        |                        |                 |                 |
| 2. napi ET                                                                                                  | %/összes ciklus        | %/összes ciklus        | 1,32%           | 1,32%           |
| 2. napi ET                                                                                                  | Létrejött terhesség/ET | Létrejött terhesség/ET | 50,00% (1/2)    | 50,00% (1/2)    |
| 2. napi ET                                                                                                  | Embrió/ET              | Embrió/ET              | 1,5             | 1,5             |
| 3. napi ET                                                                                                  | %/összes ciklus        | %/összes ciklus        | 19,08%          | 19,08%          |
| 3. napi ET                                                                                                  | Létrejött terhesség/ET | Létrejött terhesség/ET | 20,69% (6/29)   | 20,69% (6/29)   |
| 3. napi ET                                                                                                  | Embrió/ET              | Embrió/ET              | 1,48            | 1,48            |
| 5. napi ET                                                                                                  | %/összes ciklus        | %/összes ciklus        | 79,60%          | 79,60%          |
| 5. napi ET                                                                                                  | Létrejött terhesség/ET | Létrejött terhesség/ET | 58,68% (71/121) | 58,68% (71/121) |
| 5. napi ET                                                                                                  | Embrió/ET              | Embrió/ET              | 1,63            | 1,63            |

*A PGS elvégzésének indikációi: Az Egészségügyi Tudományos Tanács Humán Reprodukciós Bizottsága 2008. november 17-i ülésén a preimplantációs genetikai diagnosztika (PGS) tárgyában elfogadott állásfoglalásában a PGS eljárás alkalmazását, az alacsony kockázatú betegcsoportban végzett aneuploidaszűrést bár csak korlátozott javallattal (magas anyai életkor, többszöri eredménytelen IVF kezelés), de elfogadhatónak tartotta azoknál a pácienseknél, akiknél az egészségügyről szóló 1997. évi törvény 167. § alapján asszisztált reprodukciós beavatkozás végezhető.